# Asteroid City
Pour plus de détails, voir Fiche technique et Distribution.
Asteroid City est un film américain réalisé par Wes Anderson et sorti en 2023. Il est présenté au festival de Cannes 2023.

## Synopsis
L'histoire se déroule à deux niveaux : d'une part, en noir et blanc et en format académique, le célèbre écrivain Conrad Earp rédige et monte une pièce intitulée Asteroid City et d'autre part, en couleurs et en format écran large, l'intrigue de la pièce elle-même. La pièce est construite en trois actes et les deux actions se succèdent en alternance.
Asteroid City, ville fictive située dans le désert de l'Arizona, est célèbre pour son cratère, dû à l'écrasement d'une météorite, et pour sa proximité avec un centre d'essais nucléaires. La petite bourgade s'apprête à accueillir la convention Junior Stargazer. Celle-ci rassemble des élèves et parents de tout le pays pour une compétition érudite sur l'astronomie,. Le photographe de guerre Augie Steenbeck arrive dans la ville, avec son fils Woodrow, participant au concours, et ses trois petites filles. Leur mère est morte trois semaines auparavant, mais Steenbeck, qui voyage avec une boîte remplie de ses cendres, n'a pas encore osé le dire à ses enfants. Leur voiture tombe en panne à leur arrivée et se révèle irréparable. Augie Steenbeck appelle donc à l'aide son beau-père Stanley.
Augie et Woodrow rencontrent Midge Campbell, célèbre actrice, accompagnée de sa fille Dinah, qui participe à la compétition pour jeunes astronomes. D'autres visiteurs arrivent pour la fête : le général 5 étoiles Griff Gibson, la docteure en astronomie Hickenlooper, trois autres jeunes participants au concours accompagnés de leurs parents et une classe d'école primaire conduite par son enseignante, June Douglas. Tous logent dans les bungalows du motel local.
Pendant la cérémonie de remise des prix, une soucoupe volante arrive et un extraterrestre en descend. Devant l'assistance médusée, il prend l'unique fragment restant de la météorite qui a causé le cratère et repart avec. Augie photographie la créature. Gibson, sur ordre du gouvernement, place alors la ville en quarantaine. Tous sont soumis à une batterie de tests et d'interrogatoires. L'incident est top secret, mais l'un des jeunes concurrents parvient à faire passer l'information au monde extérieur. Aussitôt la presse afflue, et le général Gibson, furieux, s'apprête à lever la quarantaine lorsque la soucoupe volante revient : cette fois, l'extraterrestre rend la météorite. La quarantaine est remise en place, ce qui provoque la révolte des civils.
Dans l'épilogue de la pièce, Woodrow révèle qu'il est le gagnant du concours et Midge, qui a sympathisé avec Augie, lui donne son adresse.  La famille d'Augie est la dernière à quitter Asteroid City après que Gibson a officiellement levé la quarantaine.
Dans une scène en noir et blanc, lors d'une audition pour le rôle de Steenbeck,  l'écrivain Conrad Earp a reçu l'acteur Jones Hall dans sa maison  et ils se sont embrassés. La pièce a été écrite avec l'aide d'une troupe de théâtre locale. Pendant une répétition, Jones Hall a demandé au metteur en scène Schubert Green s'il jouait correctement son rôle d'Augie puisqu'il ne comprenait toujours pas la pièce. Green lui a répondu que, malgré ses incertitudes, il le jouait bien et devrait continuer ainsi. Sur un balcon, Hall a rencontré l'actrice qui joue l'épouse d'Augie (dont l'unique scène a été supprimée) ; elle lui a récité son texte, lui donnant une nouvelle interprétation de la pièce.
Six mois plus tard, Earp meurt dans un accident de la route.

## Fiche technique
Sauf indication contraire, les informations mentionnées dans cette section peuvent être confirmées par la base de données cinématographiques IMDb,  présente dans la section « Liens externes ».
- Titre original et francophone : Asteroid City
- Réalisation : Wes Anderson
- Scénario : Wes Anderson, d'après une histoire de Wes Anderson et Roman Coppola
- Musique : Alexandre Desplat
- Direction artistique : Fernando Contreras Díaz, Alejandro Cymerman, Antonio Calvo Domínguez et Leonardo Grillo

Gabriel Liste
- Décors : Adam Stockhausen
- Costumes : Milena Canonero
- Montage : Barney Pilling (en)
- Photographie : Robert Yeoman
- Production : Wes Anderson, Jeremy Dawson et Steven Rales
- Sociétés de production : American Empirical Pictures et Indian Paintbrush
- Sociétés de distribution : Focus Features et Indian Paintbrush (États-Unis), Universal Pictures (France)
- Pays de production :  États-Unis
- Langue originale : anglais
- Format : couleur / noir et blanc - 2,39:1 (certaines scènes en 1,37:1) - Arriflex / Kodak 35 mm - Dolby Digital
- Genre : comédie dramatique et science-fiction
- Durée : 104 minutes
- Dates de sortie :
  - France : 23 mai 2023 (festival de Cannes)
  - États-Unis : 16 juin 2023 (sortie limitée) ; 23 juin 2023 (sortie nationale)
  - France : 21 juin 2023
- Classification[4],[5] :
  - États-Unis : PG-13 (déconseillé aux moins de 13 ans)

## Distribution
- Jason Schwartzman (VF : Jean-Christophe Dollé ; VQ : Hugolin Chevrette) : Augie Steenbeck / l'acteur de théâtre Jones Hall
- Scarlett Johansson (VF : Julia Vaidis-Bogard ; VQ : Camille Cyr-Desmarais) : Midge Campbell / l'actrice de théâtre Mercedes Ford
- Tom Hanks (VF : Jean-Philippe Puymartin ; VQ : Tristan Harvey) : Stanley Zak
- Jeffrey Wright (VF : Thierry Desroses ; VQ : Manuel Tadros) : le général Grif Gibson
- Tilda Swinton (VF : Catherine Wilkening ; VQ : Nathalie Coupal) : Dre Hickenlooper
- Bryan Cranston (VF : Stefan Godin ; VQ : Jacques Lavallée) : le présentateur télé
- Edward Norton (VF : Damien Boisseau ; VQ : Antoine Durand) : Conrad Earp
- Adrien Brody (VF : Adrien Antoine ; VQ : François Sasseville (acteur)) : Schubert Green
- Liev Schreiber (VF : Thierry Hancisse ; VQ : Pierre Auger) : J. J. Kellogg
- Hope Davis (VF : Anneliese Fromont ; VQ : Lisette Dufour) : Sandy Borden
- Steve Park (VF : Bô Gaultier de Kermoal ; VQ : Maël Davan-Soulas) : Roger Cho
- Rupert Friend (VF : Théo Frilet ; VQ : Adrien Bletton) : Montana
- Maya Hawke (VF : Barbara Probst ; VQ : Sandrine Fagnant) : June Douglas
- Steve Carell (VF : Pierre Laurent ; VQ : Yves Soutière) : le manager du motel
- Matt Dillon (VF : Jean-Michel Fête ; VQ : Daniel Picard) : Hank
- Hong Chau (VF : Jade Phan-Gia ; VQ : Annie Girard) : Polly Green
- Willem Dafoe (VF : Éric Herson-Macarel ; VQ : Sylvain Hétu) : Saltzburg Keitel
- Margot Robbie (VF : Audrey Sourdive ; VQ : Catherine Brunet) : l'épouse décédée de Steenbeck et l'actrice de théâtre l'incarnant
- Jeff Goldblum (VF : Bernard Lanneau ; VQ : Marc Bellier) : l'alien
- Tony Revolori (VF : Sonny Thongsamouth ; VQ : Charles Sirard-Blouin) : l'aide de camp du général Gibson
- Jake Ryan (en) (VF : Andrea Santamaria ; VQ : Mattis Ross) : Woodrow Steenbeck
- Grace Edwards (en) (VF : Léana Montana ; VQ : Fanny-Maude Roy) : Dinah Campbell
- Sophia Lillis (VF : Sarah Brannens ; VQ : Marguerite D'Amour) : Shelly
- Ethan Josh Lee (en) (VF : Jean-Stan Du Pac ; VQ : Xiao-Yi Hernan) : Ricky
- Aristou Meehan (VQ : Jacob Lemieux) : Clifford
- Bob Balaban (VQ : Daniel Lesourd) : Larkings Executive
- Fisher Stevens (VQ : Sébastien Dhavernas) : le détective
- Rita Wilson (VQ : Johanne Garneau) : Mrs. Weatherford
- Jarvis Cocker : un cowboy
- Seu Jorge : un cowboy
- Jean-Yves Lozac'h : Doc
- Damien Bonnard : le chauffeur et garde du corps de Midge
- Stéphane Bak : un étudiant
- Aimee Mullins : une étudiante
- Rodolphe Pauly : un étudiant

 Sauf indication contraire, les informations mentionnées dans cette section peuvent être confirmées par la base de données cinématographiques IMDb,  présente dans la section « Liens externes ».
 Source et légende : version française (VF) sur RS Doublage

## Production

### Genèse et développement
En septembre 2020, il est annoncé que Wes Anderson va réaliser un film romantique, qu'il va produire avec Jeremy Dawson et Steven M. Rales via les sociétés American Empirical Pictures et Indian Paintbrush,.
Le titre du film, Asteroid City, est révélé lors du festival du film de Londres en octobre 2021. Le mois suivant, il est annoncé qu'Alexandre Desplat composera la musique du film, pour sa 6e collaboration avec Wes Anderson.

### Attribution des rôles
En février 2021, Michael Cera et Jeff Goldblum sont en négociations pour apparaître dans le film. En juin 2021, Tilda Swinton est la première à rejoindre officiellement le film. Elle est rejointe peu après par Bill Murray, Adrien Brody et Tom Hanks.
En août 2021, Margot Robbie, Rupert Friend, Jason Schwartzman, Scarlett Johansson, Bryan Cranston, Hope Davis, Jeffrey Wright ou encore Liev Schreiber viennent s'ajouter à la distribution.
En septembre 2021, c'est Tony Revolori et Matt Dillon qui sont confirmés,. Les participations de Jeff Goldblum, Sophia Lillis, Steve Park et Maya Hawke sont officialisées,,. En novembre, Fisher Stevens, Jake Ryan et Ethan Josh Lee (en) sont annoncés,,.
Initialement annoncé dans la distribution, Bill Murray quitte le projet pour raisons de santé liées au Covid-19. Son rôle est alors repris par Steve Carell. D'autres acteurs se joignent ensuite au projet tels Edward Norton, Willem Dafoe, Rita Wilson, Steve Park et Hong Chau.

### Tournage
Le film devait initialement être tourné à Rome. Les prises de vues se déroulent finalement en Espagne, entre août et octobre 2021,. Des scènes sont notamment tournées à Chinchón dans la communauté de Madrid.

## Sortie et accueil

### Dates de sortie
Asteroid City est présenté pour la première fois lors du festival de Cannes 2023. Il connaît ensuite une sortie limitée dans quelques cinémas américains le 16 juin 2023, avant une sortie nationale le 23 juin 2023.

### Accueil critique
Sur l'agrégateur de critiques Rotten Tomatoes, il obtient 72 % d'avis favorables pour 79 critiques et une note moyenne de 6,9⁄10. Le consensus suivant résume les critiques compilées par le site : « Il est peu probable qu'Asteroid City fasse gagner à Wes Anderson de nombreux nouveaux convertis, mais ceux qui répondent à son style de signature trouveront que c'est un retour à une forme parfaitement arrangée ». Sur Metacritic, qui utilise une moyenne pondérée, le film obtient une note de 74⁄100 pour 27 critiques. En France, le site Allociné propose une moyenne de 3,2⁄5, fondée sur 35 critiques de presse.
Sur le site français Le Bleu du miroir, on peut notamment lire « Asteroid City ne présente en aucun cas un bouleversement stylistique dans la carrière de Wes Anderson. Les mauvaises langues pourront s'agacer et dresser à loisir un inventaire des éléments formels caractéristiques au cinéma de l’auteur que l’on retrouve dans ce nouvel opus [...] Mais il faudrait être de très mauvaise foi pour ne pas reconnaitre (une fois encore) la perfection technique de l’ensemble ». Dans L'Écho, on peut notamment lire « Contrairement à The French Dispatch, son précédent opus, qui était un film à sketches, ce nouvel Anderson est un film à tiroirs. Mais à force d’en rajouter, l’intérêt s’émousse. Quand apparaît, pour un caméo seulement, Margot Robbie, on doit bien reconnaître que cela n’apporte rien si ce n’est de rajouter un nom de star au générique. »

### Box-office
| Pays ou région    | Box-office      | Date d'arrêt du box-office | Nombre de semaines |
| ----------------- | --------------- | -------------------------- | ------------------ |
| États-Unis Canada | 28 153 025 $    | 7 septembre 2023           | 12                 |
| France            | 341 147 entrées | 29 août 2023               | 10                 |
| Total mondial     | 53 847 125 $    | -                          | -                  |

## Distinction

### Sélection
- Festival de Cannes 2023 : sélection officielle, en compétition

## Autour du film
Le film montre des références au courts métrages d'animation hollywoodiens des années 1950, notamment en faisant apparaître à plusieurs reprises le personnage Bip Bip, créé par Chuck Jones de l'équipe de création de Tex Avery des studios Warner Bros. La course poursuite entre une voiture de gangsters et celle de la police rappelle aussi cet univers.
Le décor d'Asteroid City fait également référence au site naturel et touristique Meteor Crater en Arizona.